# 日本驻天津总领事馆
日本驻天津总领事馆是原日本政府驻天津的领事馆，1875年9月29日建立，1902年升格为总领事馆，在当时的天津日租界宫岛街。该建筑在中华人民共和国成立后即被拆除。

## 历史
- 清光绪元年(1875年)，日本驻天津领事馆在美国侨民的一所住宅内成立，后来领事馆迁入泰安道与解放北路交口处、利顺德饭店斜对面一所楼房里办公。
- 1902年，日本将所驻天津领事馆升格为总领事馆，当时的第一任总领事为伊集院彦吉。
- 1909年，日本驻天津总领事馆由天津英租界迁入天津日租界荣街（今和平区新华路）。
- 1915年，日本驻天津总领事馆又迁至宫岛街日本花园的南侧（今和平区鞍山道八一礼堂南侧）新建的馆址。
- 1935年10月，日本驻天津总领事馆在天津召开驻华总领事会议，会上研究确定了处理中日关系的协议，同年11月，蓟密区专员公署专员殷汝耕在通县成立“冀东防共自治政府”的汉奸政权。
- 1937年5月，日本驻天津总领事馆召开了华北领事会议研究华北局势，随后，发动“卢沟桥事变”。[2][3]
- 1943年1月，日本将天津日租界交还给汪精卫政权，并改名兴亚第一区，时任天津市市长王绪高任命张同亮担任兴亚第一区区长。日本驻天津领事馆交由日本居留民团管理。
- 中华人民共和国成立后，该建筑被拆除。

## 知名總領事
日本驻天津领事馆设有总领事、两个领事、若干副领事及驻屯军派来的武官。其中，许多在天津担任过总领事的日本人，都成为了日本政界要員。例如：曾任驻天津总领事的有田八郎，他在调回国内后升任日本外相。总领事川越茂后来升任驻中国大使。曾在天津任领事的天羽英二，後晉升日本外务省情报部部长。第二次世界大战后出任日本首相的吉田茂也担任过驻天津总领事。

## 机构设置
日本驻天津领事馆设有三部三课一署，即总务部、经济部、司法部、会计课、电信课、文书课及警察署，后增设一朝鲜课。此外，还设有日本政府厚生省防疫驻在员。其中，经济部负责保护日本侨民的经济活动并对当时的中国进行经济调查，并特别强调对与军事有关的经济情况的调查研究。司法部由一名警部充任检事负责行使领事裁判权。天津总领事馆管辖青岛、济南、张家口、太原等地的领事馆，为日本控制华北的中枢。日本驻天津领事馆在华北地区广布情报网，搜集情报的范围涉及政治、军事、经济、文化、社会风俗等各个领域。